# Lý Tư Cung
Lý Tư Cung (李思恭) (? - 886?), nguyên tên là Thác Bạt Tư Cung (拓拔思恭), là một quân phiệt người Đảng Hạng vào cuối thời nhà Đường. Ông có đóng góp trong chiến dịch trấn áp cuộc nổi dậy của Hoàng Sào, và được bổ nhiệm là Định Nan tiết độ sứ. Các thành viên trong gia tộc của ông được kế tập cai quản Định Nan- tiền thân của nước Tây Hạ sau này.

## Thân thế
Ông là con của Thác Bạt Trọng Kiến, gia tộc của ông xuất thân là người Đảng Hạng, thuộc nhánh Bình Hạ (平夏). Cuối những năm Hàm Thông (861-874) thời Đường Ý Tông, ông đoạt lấy quyền kiểm soát Hựu châu- là châu do triều đình Đường thiết lập để quản lý người Đảng Hạng, xưng là thứ sử.

## Chống Hoàng Sào
Khoảng tết năm 881, dưới triều đại của Đường Hy Tông, quân nổi dậy Hoàng Sào công chiếm kinh sư Trường An, buộc Đường Hy Tông phải chạy đến Thành Đô. Một số tướng lĩnh Đường ở gần Trường An đã tập hợp binh lính để chuẩn bị tiến công tái chiếm kinh sư từ tay Hoàng Sào. Thác Bạt Tư Cung cũng tập hợp binh lính dưới quyền và tiến đến Phu châu để hợp binh với Phu Diên tiết độ sứ Lý Hiếu Xương (李孝昌). Họ tuyên thệ tiến công Hoàng Sào, và sau đó tiến về phía nam, hướng về Trường An. Do Thác Bạt Tư Cung thể hiện lòng trung thành, Đường Hy Tông bổ nhiệm ông làm quyền Hạ Tuy tiết độ sứ.
Sau đó, khi các đội quân Đường tập trung lại gần Trường An, Hoàng Sào từ bỏ thành. Các đội quân dưới quyền chỉ huy của Đường Hoằng Phu (唐弘夫), Trình Tông Sở (程宗楚), và Vương Xử Tồn tiến vào thành, song họ không thông báo cho Thác Bạt Tư Cung, Lý Hiếu Xương hay Phượng Tường tiết độ sứ Trịnh Điền. Sau đó, quân Tề của Hoàng Sào đánh bại quân của Thác Bạt Tư Cung và Lý Hiếu Xương tại Vương Kiều. Thác Bạt Tư Cung và Lý Hiếu Xương vẫn ở lại khu vực, Hoàng Sào khiển bộ tướng Chu Ôn đi phòng thủ chống lại họ. Không lâu sau, Đường Hy Tông chính thức bổ nhiệm Thác Bạt Tư Cung làm tiết độ sứ và đổi tên quân thành Định Nan. Thác Bạt Tư Cung và Lý Hiếu Cung sau đó giao chiến với Chu Ôn và đại tướng Thượng Nhượng của Tề, song không thể thắng thế và buộc phải triệt thoái.
Sau đó, Thác Bạt Tư Cung được giữ thêm chức Tứ diện đô thống, quyền Kinh Triệu doãn. Trong Tân Ngũ Đại sử được viết vào thời Tống (địch thủ của Tây Hạ), ông được gọi là Thác Bạt Tư Kính (拓拔思敬), sử tịch này nửa tán dương và nửa xúc phạm khi giải thích rằng do ông không lập được đại công cũng không nổi dậy chống triều đình, nên các hành động của ông phần lớn không được ghi lại. Sau khi Hoàng Sào bị tiêu diệt, ông kiêm chức Thái tử thái phó, được phong tước Hạ quốc công, được ban họ Lý của hoàng tộc Đường. Vào một thời điểm, ông có vẻ như đoạt được Phu Diên, việc này sau được Hà Đông tiết độ sứ Lý Khắc Dụng đề cập đến.

## Qua đời
Năm 886, Đường Hy Tông chạy khỏi Trường An đến Hưng Nguyên, Tĩnh Nan tiết độ sứ Chu Mai tôn Tương vương Lý Uân làm hoàng đế tại Trường An. Đường Hy Tông hạ chỉ yêu cầu Lý Tự Cung tiến công Chu Mai. Tuy nhiên, trước khi có thể tiến quân, ông đã qua đời. Đường Hy Tông trao Định Nan quân cho Lý Tư Gián (李思谏) và trao Bảo Đại quân (tức Phu Diên) cho Lý Tư Hiếu (李思孝), cả hai đều là đệ của ông. Người kế nhiệm Lý Tư Gián là Lý Di Xương (李彝昌) có thể là con của Lý Tư Gián hoặc là con của Lý Tư Cung.